# 根吉奧瓦鄉
43°54′N 23°51′E / 43.900°N 23.850°E
根吉奧瓦鄉（羅馬尼亞語：Comuna Gângiova, Dolj），是羅馬尼亞的鄉份，位於該國西南部，由多爾日縣負責管轄，面積56平方公里，海拔高度50米，2007年人口2,642，人口密度每平方公里47人。